# Патрик, Марсена
Марсена Рудольф Патрик (Marsena Rudolph Patrick) (15 марта 1811 — 27 июля 1888) — американский кадровый военный, генерал армии Союза в годы гражданской войны. Долгое время служил Провост-маршалом Потомакской армии.

## Ранние годы
Патрик родился в Хунсфилде, округ Джефферсон (Нью-Йорк). В 1831 году н поступил в военную академию Вест-Пойнт, которую окончил 48-м по успеваемости в классе 1835 года. Он получил временное звание второго лейтенанта 2-го пехотного полка и два года прослужил в Мичигане в форте Макинак. 31 октября 1836 года он получил постоянное звание второго лейтенанта. В 1837 - 1842 годах участвовал в войнах с индейцами во Флориде и 1 марта 1839 года получил звание первого лейтенанта.
В 1842 - 1846 годах служил в гарнизоне в Сакеттс-Харбор в Нью-Йорке. С мая по август 1846 года занимался набором добровольцев для войны с Мексикой. Служил при штабе генерала Вула в северной Мексике и 22 августа 1847 года получил звание капитана. 30 мая 1848 года получил временное звание майора за службу в Мексике. С 1849 по 1850 год Патрик находился в отпуске, а 30 июня 1850 года покинул регулярную армию.

## Гражданская война
Когда началась Гражданская война, Патрик получил звание бригадного генерала штаба и выполнял обязанности главного инспектора штата Нью-Йорк (с 16 мая 1861 года). В марте 1862 года были сформированы корпуса Потомакской армии, а 17 марта Патрик стал бригадным генералом Добровольческой армии и ему передали пехотную бригаду, которой до этого командовал Джеймс Уодсворт. Бригада состояла из пяти нью-йоркских пехотных полков:
- 12-й Нью-Йоркский пехотный полк, полк. Генри Уикс
- 21-й Нью-Йоркский пехотный полк, полк. Уильям Роджерс
- 23-й Нью-Йоркский пехотный полк, полк. Генри Хоффман
- 35-й Нью-Йоркский пехотный полк, полк. Ньютон Лорд
- 80-й Нью-Йоркский пехотный полк, полк. Джордж Пратт